# Région ecclésiastique d'Ombrie

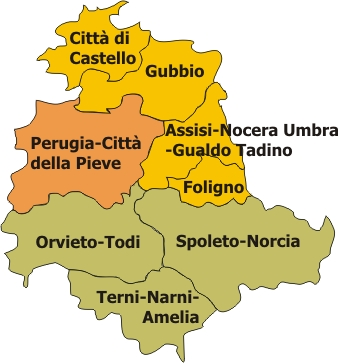
Carte de la Région ecclésiastique d'Ombrie.

La région ecclésiastique d'Ombrie (en italien : Regione ecclesiastica Umbria) est l'une des seize régions ecclésiastiques que compte l'Église catholique romaine en Italie.
Cette circonscription d'une superficie de 8 739 km² couvre la totalité de la région administrative d'Ombrie, ainsi que quelques localités du Latium et des Marches, englobant 918 924 habitants répartis sur 599 paroisses. En 2025, elle compte 443 religieux séculiers, 364 religieux réguliers et 154 diacres permanents.

## Archidiocèses et diocèses de la région
La région compte 2 archidiocèses et 6 diocèses :
- Archidiocèse de Pérouse-Città della Pieve
  - Diocèse d'Assise-Nocera Umbra-Gualdo Tadino
  - Diocèse de Città di Castello
  - Diocèse de Foligno
  - Diocèse de Gubbio

Dont les archidiocèse et diocèses dépendants directement du Saint-Siège :
- Archidiocèse de Spolète-Norcia
- Diocèse d'Orvieto-Todi
- Diocèse de Terni-Narni-Amelia

### Articles liés
- Église catholique en Italie
- Liste des diocèses et archidiocèses d'Italie